# Eadie Manufacturing Company
Eadie Manufacturing Company Ltd. war ein britischer Hersteller von Automobilen, Motorrädern und Fahrrädern.

## Unternehmensgeschichte
Albert Eadie und Robert Walker Smith übernahmen 1891 das Fahrradgeschäft von George Townsend. 1892 erfolgte die Umfirmierung in Eadie Manufacturing Company. Der Sitz war in Redditch. Zunächst entstanden Nähnadeln und Fahrräder. Es bestand eine enge Verbindung zu Royal Enfield. 1898 begann die Produktion von Automobilen, Motorrädern und Dreirädern. Der Markenname lautete Eadie. 1903 endete die Kraftfahrzeugproduktion. 1907 übernahm Birmingham Small Arms Company das Unternehmen.

## Fahrzeuge
Für die Motorräder und Dreiräder wurden Einbaumotoren von De Dion-Bouton, Minerva Motors und Motor Manufacturing Company verwendet. Das vierrädrige Fahrzeug war ein Quadricycle. Es verfügte über einen Motor von De Dion-Bouton mit 2,25 PS Leistung.